# 1092
Anul 1092 (MXCII) a fost un an bisect al calendarului iulian.

## Evenimente
- 21 aprilie: Printr-o bulă, papa Urban al II-lea ridică episcopatul de Pisa la rang de arhiepiscopat și extinde suveranitatea asupra Corsicăi și Sardiniei.
- 15 mai: Căsătoria regelui Filip I al Franței cu Bertrade de Montfort, după ce o alungase pe Berta de Olanda, provoacă protestul episcopului Yves de Chartres, care este aruncat în închisoare; este eliberat în urma intervenției papei Urban al II-lea, care îl condamnă pe rege.
- 9 octombrie: Califul fatimid din Egipt, al-Mustansir Billah, trimite pe noul patriarh de Alexandria, Mihail de Itfiyah în ambasadă în Ethiopia, pentru a solicita împăratului ethiopian se renunțe la deturnarea apelor Nilului.
- 14 octombrie: Secta asasinilor ucide pe vizirul selgiucid Nizam al-Mulk.
- 29 octombrie: Instigați de cadi-ul Ibn Yahhaf, partizanii din Valencia ai almoravizilor preiau puterea și îl asasinează pe regele al-Qadir.
- 5 noiembrie: La moartea sultanului Malik Șah, vastul imperiu al selgiucizilor (care se întindea de la Taurus până la frontierele Arabiei și Indiei) se divide între cei patru fii ai săi: Mahmud devine sultan de Bagdad, Barkyaruq domnește în Irak și estul Iranului, Sanjar în Transoxania și Horasan, iar Muhammad I în Azerbaidjan; aflat în închisoare, Kilidj Arslan, fiul conducătorului selgiucid de Rum, se eliberează și vine în Anatolia, înscăunându-se ca sultan de Rum, cu sediul la Iconium.

### Nedatate
- octombrie: Împăratul Henric al IV-lea este nevoit să ridice asediul asupra Canossei, apărate de contesa Matilda de Toscana; recunoscându-se înfrânt de către coaliția orașelor italiene, împăratul se retrage în Germania, lăsând la comanda trupelor pe fiul său Conrad, care trece însă de partea Matildei.
- Emirul Zachas din Smyrna îi propune o alianță matrimonială lui Kilidj Arslan, îndreptată împotriva Bizanțului.
- Genovezii și pisanii pun la dispoziția regelui Alfonso al VI-lea al Castiliei o flotă pentru a lupta împotriva maurilor din Spania; expediția lor asupra Tortosei eșuează, în vreme ce Alfonso conduce o expediție asupra Valenciei; almoravizii preiau inițiativa, cucerind Aledo, Denia, Jativa și Alcira.
- Intenționând să îl elimine pe Abu'l-Qasim, regent al selgiucizilor din Rum, sultanul Malik Șah încheie o alianță cu Bizanțul.
- Împăratul bizantin Alexios I Comnen realizează o reformă monetară.
- Regatul Angliei anexează Cumbria, teritoriu obținut de la regatul celtic din Strathclyde, în Scoția.

## Arte, științe, literatură și filozofie
- 9 mai: Este consacrată catedrala din Lincoln, în Anglia.
- Savantul și omul de stat chinez Su Song publică "Xin Yi Xiang Fa Yao", un tratat referitor la orologiul din Kaifeng, incluzând și un atlas ceresc.

## Înscăunări
- 14 ianuarie: Conrad I, rege al Boemiei (1092)
- 6 septembrie: Bretislaus al II-lea, rege al Boemiei (1092-1100)
- 18 noiembrie: Barkyaruq, conducător selgiucid în Irak (1092-1105)
- 18 noiembrie: Mahmud I of Great Seljuk, sultan selgiucid în Bagdad (1092-1094)
- 18 noiembrie: Kilij Arslan I, sultan selgiucid de Rum (1092-1107)
- 18 noiembrie: Sanjar, conducător selgiucid în Transoxania.
- Berthold al II-lea, duce de Suabia.

## Nașteri
- Abraham ibn Ezra (d. 1167).
- Petru Venerabilul, sfânt și abate francez (d. 1156).

## Decese
- 14 ianuarie: Vratislav al II-lea, rege al Boemiei (n. ?)
- 6 septembrie: Conrad I, rege al Boemiei (n. ?)
- 14 octombrie: Nizam al-Mulk, vizir selgiucid (n. 1018)
- 29 octombrie: Al-Qadir, rege maur din Valencia (n. ?)
- 19 noiembrie: Malik Șah I, sultan selgiucid (n. 1055).
- Filaret Brachamios, general bizantin de origine armeană (n. ?)
- Zachas, emir de Smyrna (n. ?)